# 2025년 7월 텍사스 중부 홍수
2025년 7월 텍사스 중부 홍수는 2025년 7월 4일부터 5일까지 미국 텍사스주의 텍사스 힐 컨트리와 그 하류 지역에서 발생한 크고 파괴적인 홍수 사태이다. 홍수 기간 과달루페강 (텍사스)의 수위는 단 몇 시간 만에 5 ~ 11 인치 (130 ~ 280 mm)의 비가 내리면서 급격히 상승하였으며, 그 결과 최소 80명이 사망하고 최소 41명이 실종되었다.
홍수는 7월 4일 중앙 텍사스에 많은 비가 내린 후 시작되었다. 같은 날 커빌과 메이슨을 포함한 6건의 돌발 홍수 비상사태가 발령되었다. 헌트 지역에서는 과달루페강이 약 29 피트 (8.8 m) 불어났고, 여름 캠프에서 20명 이상의 아이들이 실종되었다고 보고되었다. 7월 4일에 총 25명이 사망했으며, 수색 및 구조 작업은 계속 진행 중이다. 7월 5일에는 콜로라도강 유역의 일부인 트래비스 호 지역에 더 많은 돌발 홍수 비상사태 및 홍수 경보가 발령되었다.

## 기상 개요
2025년 7월 3일 늦게, 대서양 열대폭풍 배리의 잔여 중간층 순환이 열대 동태평양 잔여 수분을 포함하는 더 넓은 중간층 기압골에 박혔다. 이 시스템에서 발생한 뇌우와 폭우는 7월 4일부터 5일까지 중앙 텍사스에서 치명적인 홍수를 일으켰고, 특히 과달루페강을 따라 피해가 심했다.

## 대비 및 영향
2025년 7월 3일 오후 1시 18분(CDT), 텍사스 샌안토니오의 미국 국립기상청(NWS) 사무실은 커군 및 나중에 심각한 홍수 피해를 입을 다른 지역에 홍수 주의보를 발령했다. 주의보는 1~3인치의 비를 경고했으며, 일부 지역에서는 5~7인치에 가까운 비가 예상된다고 밝혔다. 주의보는 '산발적이거나 광범위한 소나기와 폭우 가능성이 있는 여러 차례의 비'가 있을 것이라고 언급했다.
7월 3일 오후 6시 10분(CDT), NWS의 기상 예측 센터(WPC) 지부는 중규모 강수 논의를 발표하여 '밤새 중부 텍사스 전역에 돌발 홍수가 발생할 가능성이 높고 매우 심한 비가 예상된다. 기상 조건을 고려할 때 시간당 2~3인치 이상의 강우량이 발생할 가능성이 있으며, 국지적으로 6시간 누적 강우량이 6인치를 초과할 가능성도 있다'며 '중대한 영향'을 미칠 수 있는 잠재적인 홍수에 대해 상세히 설명했다. 7월 4일 오전 6시 27분(CDT)에 발표된 또 다른 논의에서는 더 강한 어조를 사용하여 '심각하거나 재앙적인 수준의 돌발 홍수 피해가 계속될 가능성이 있다'고 경고했다.
해당 사태 내내 수많은 돌발 홍수 경보가 발령되었다. 일부 경보에는 심각한 돌발 홍수 비상사태를 알리는 문구가 포함되었다. 첫 번째 돌발 홍수 비상사태는 7월 4일 오전 4시 3분 커군 헌트와 인그램에 발령되었으며, 주민들에게 '지금 당장 높은 곳으로 대피하라!'고 경고했고, 이미 4~10인치의 비가 내린 지역에 시간당 2~4인치의 강우가 계속될 것이라고 밝혔다. 4시 5분까지 헌트의 과달루페강은 21.99피트로 불어났고, 한 시간 만에 10피트 이상 상승하여 주요 홍수 단계에 도달했다. 강은 계속 불어나 5시 10분에 헌트의 측정기가 업데이트를 중단했을 때 37.52피트에 도달했고 여전히 상승 중이었다. 이 수위는 헌트에서 기록된 역대 두 번째로 높은 수위였으며, 1987년에 발생한 돌발 홍수를 넘어섰다. 헌트 근처의 여러 여름 캠프, 특히 캠프 미스틱은 치명적인 홍수를 경험했다. 기독교 여학생 여름 캠프인 캠프 미스틱에서는 8~9세 소녀 최소 5명이 사망했으며, 12명이 여전히 실종 상태다. 캠프 이사이자 공동 소유주인 딕 이스트랜드도 홍수로부터 캠프 참가자들을 구하려다 사망한 것으로 알려졌다. 또 다른 근처 여학생 캠프인 하트 오 더 힐스(Heart O' the Hills)는 운영 중이 아니었지만, 캠프 이사 제인 래그스데일이 홍수 중에 사망했다.
과달루페강 하류에서는 오전 5시 34분 커빌에 돌발 홍수 비상사태가 발령되었고, 다시 '재앙 수준'의 홍수 피해 가능성을 경고했다. 5시 15분에서 6시 45분 사이에 강은 two 피트 (0.61 m) 미만에서 34.29 피트 (10.45 m)로, 그리고 주요 홍수 단계로 급증했다.
또 다른 돌발 홍수 비상사태는 컴포트에 발령되었는데, 이곳의 과달루페강 수위는 오전 8시 45분 3.15 피트 (0.96 m)에서 불과 두 시간 뒤인 10시 45분에는 35.26 피트 (10.75 m)로 급증했다. 이 지역은 오전 7시 24분에 돌발 홍수 비상사태에 놓였고, 수위가 급증하기 한 시간 이상 전에 '자동 강우 측정기에 따르면 크고 치명적인 홍수파가 과달루페강을 따라 이동하고 있다'고 경고했다.
이 사건 내내 총 8건의 돌발 홍수 비상사태가 발령되었다. 6건은 7월 4일에 발생했고 2건은 7월 5일에 발생했다.

## 영향
7월 4일 이른 아침, 불과 세 시간 만에 총 6.5 인치 (170 mm)의 비가 내렸고, 그 결과 수많은 수해 구조 활동이 이어졌다. 헌트에서는 과달루페강의 두 지류가 만나는 지점에서 강 수위가 2시간 만에 22 피트 (6.7 m) 상승한 후 29 피트 (8.8 m)에 도달했을 때 측정기가 고장 났다. 하류의 커빌에서는 강 수위가 21 피트 (6.4 m)로 급증했다. 더 하류의 컴포트에서는 29.86 피트 (9.10 m)로 급증했다. 커빌시는 홍수 이후 7월 4일 재난 지역 선포를 발표했다. 총 5–11 인치 (130–280 mm)의 비가 일부 지역에 내렸으며, 이로 인해 상당한 홍수 피해가 발생했다.
홍수는 7월 5일 토요일까지 이어졌고 오스틴 북쪽 트래비스 호 주변 지역에 두 건의 추가 돌발 홍수 비상사태가 발령되었다. 나중에 코멀군 중앙에 세 번째 돌발 홍수 비상사태가 발령되었고, '지역 법 집행 기관이 과달루페강의 홍수를 보고했다'고 언급했다. 스트리터 북서쪽에는 20.33 인치 (516 mm)의 비가 내렸다.

## 사상자

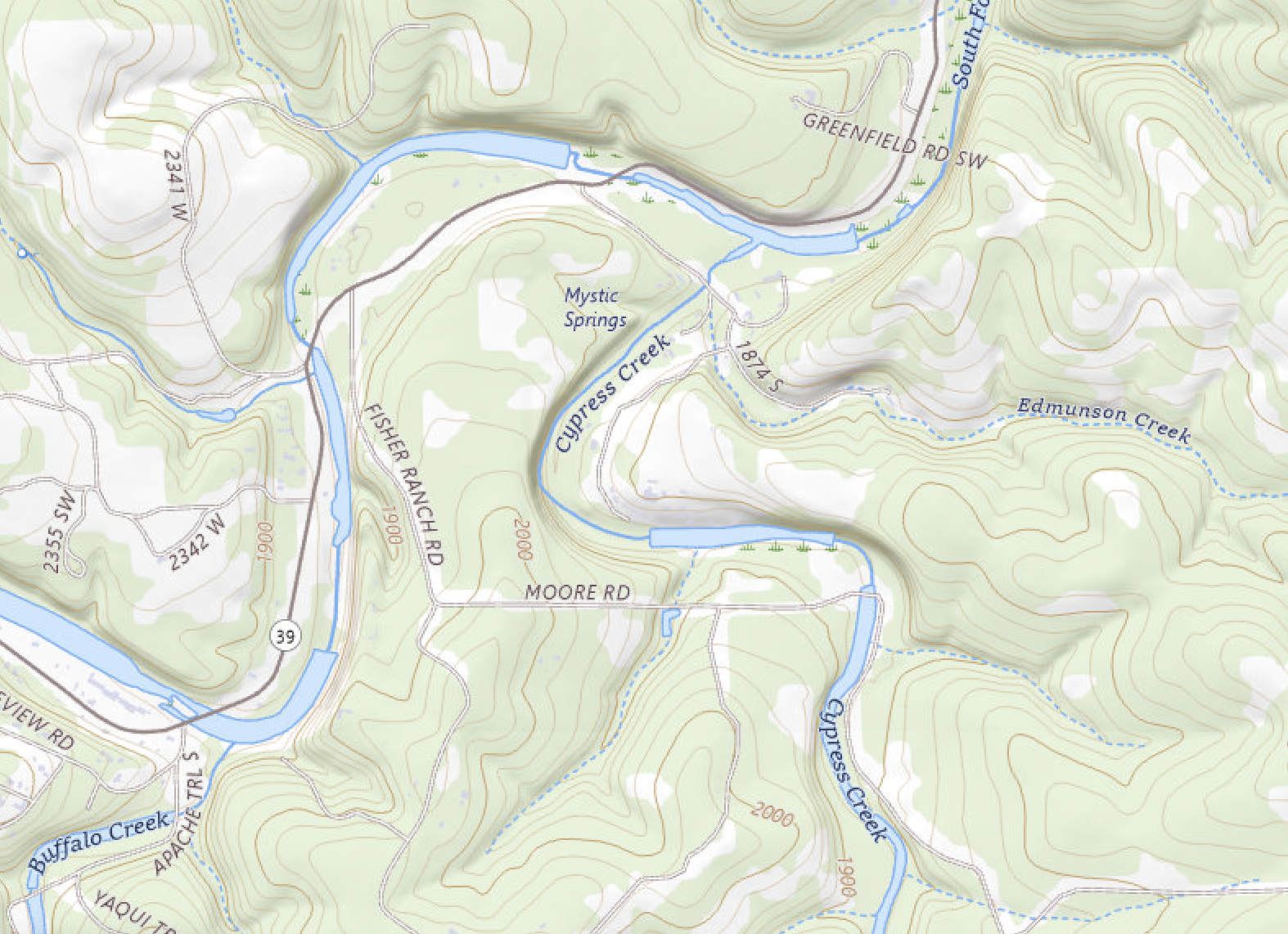
캠프 미스틱은 사이프러스 크릭과 과달루페강의 합류점 근처에 위치한다.

7월 6일 현재, 홍수로 인해 사망이 확인된 사람은 커군에서 성인 40명과 어린이 28명을 포함하여 총 80명이었다. 최소 68명의 사망자가 커군에서, 5명은 트래비스군에서, 3명은 버넷군에서, 최소 2명은 켄들군에서, 1명은 톰그린군과 윌리엄슨군에서 확인되었다. 사망자 중 2명은 헌트 지역의 여학생 기독교 여름 캠프인 캠프 미스틱에서 발생했다. 해당 여름 캠프에서는 모두 여학생인 27명의 아이들이 실종되었다고 보고되었다. 7월 6일 현재, 여러 카운티에 걸쳐 30명이 실종 상태이며, 이 중 캠프 미스틱 참가자 11명과 지도사 1명이 포함된다.

## 여파 및 대응
7월 4일 하루 동안 200명 이상이 홍수에서 구조되었다. 도널드 트럼프 미국 대통령은 이번 홍수가 '끔찍하다'고 언급하며 피해자들에게 연방 지원을 약속했다. 그는 7월 6일 재난 선포를 발표했다. 수색 및 구조 작업은 7월 4일과 7월 4일 밤부터 5일 새벽까지 진행되었으며, 그 결과 홍수에서 최소 237명이 구조되었고, 이 중 167명은 헬리콥터로 구조되었다. 이 지역의 통신 두절로 인해 많은 사람들과 연락하기 어려웠다.
커군 판사 롭 켈리(Rob Kelly)는 '이런 홍수가 올 줄 아무도 몰랐다'고 말하며, 카운티에 주요 홍수 사태에 대한 경보 시스템이 없었다고 지적했다. 홍수를 목격한 여러 증인들은 홍수에 대한 사전 경고가 전혀 없었다고 진술했다.
많은 뉴스 매체들은 연방 인력 및 예산 삭감이 NWS와 미국 해양대기청의 홍수 예측 능력과 긴급 경고 조정 능력에 부정적인 영향을 미쳤다고 지적했지만, 그 정도는 현재까지 알려지지 않았다.

## 같이 보기
- 2000년~현재 미국의 홍수